# Argenis
Argenis, född 13 augusti 1986 i Mexico City, är en mexikansk fribrottare. Han inledde karriären år 2006 och har brottats i Mexikos största förbund, Lucha Libre AAA Worldwide sedan 2008. Han har även använt artistnamnen Barrio Negro, Dr. Karonte Jr. och El Hijo del Dr. Karonte, som son till Dr. Karonte och bror till Místico och Argos.
2017 vann han den prestigefyllda turneringen Rey de Reyes.
Argenis brottas som många andra mexikanska fribrottare under en fribrottningsmask enligt Lucha libre traditioner. Hans riktiga identitet är inte känd av allmänheten.